# Tỷ số lợi nhuận giữ lại
Tỷ số lợi nhuận giữ lại (hay Hệ số tái đầu tư, Tỷ lệ tái đầu tư) là một tỷ số tài chính để đánh giá mức độ sử dụng lợi nhuận sau thuế cho tái đầu tư của doanh nghiệp. Tỷ số này chính bằng lợi nhuận giữ lại chia cho lợi nhuận sau thuế. Tỷ số này cho biết cứ trong 1 đồng lợi nhuận sau thuế thì doanh nghiệp giữ lại bao nhiêu đồng để tái đầu tư. Tỷ số càng lớn tức là doanh nghiệp tái đầu tư càng mạnh.
Tỷ số lợi nhuận giữ lại = Lợi nhuận giữ lại/ Lợi nhuận sau thuế